# Koelen van hoge lokale warmtebelasting
Bij hoge lokale thermische belasting (bijvoorbeeld in hoogspannings schakelbuizen of sommige typen hoog vermogen microgolfbronnen) speelt de warmteoverdracht van het onderdeel waar warmte wordt opgewekt naar het koelmedium een belangrijke rol. In verreweg de meeste gevallen wordt voor water gekozen vanwege de gunstige eigenschappen die voor koeling nodig zijn. De warmteoverdracht wordt dan opgevoerd door een hoge watersnelheid toe te passen of door de turbulentie te stimuleren door aanpassingen aan de koelkanalen (de vorm, of het toepassen van stromingverstoorders). 

## Vloeistofsnelheid

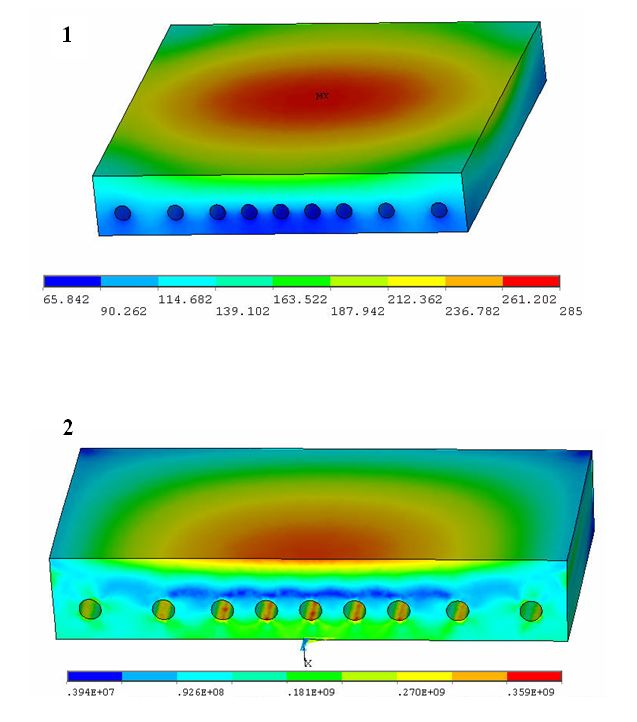
Voorbeeld van thermische spanning in materiaal. Plaatje 1: Temperatuurverdeling; water in koelkanaaltjes koelt een handpalmgrote koperplaat die aan de bovenzijde in het midden wordt belast met een warmtestroom van 10 MW/m². Plaatje 2 geeft de materiaalspanning in een doorsnede; maximaal ca. 360 MPa (rood gekleurd)

Indien gekozen wordt voor het opvoeren van vloeistofsnelheid kan dit door het hogere benodigd drukverschil en ter beperking van het benodigd vloeistof-pompvermogen, slechts toegepast worden voor voorwerpen van niet te grote afmetingen. In extreme gevallen wordt soms koeling met vloeibaar metaal overwogen, met alle problemen van dien. In dergelijke gevallen gaan overigens ook materiaalspanningen in de verhitte wand een beperkende rol spelen. Om de gedachten enigszins te bepalen: een warmtebelasting van 10 MW/m² wordt ten aanzien van materiaalspanningen en optredende temperaturen "hoog" genoemd. Wolfraam laat waarschijnlijk een hogere warmtestroomdichtheid toe vanwege de specifieke materiaaleigenschappen (o.a. een relatief lage uitzettingscoëfficiënt).

## Het koelwater
Indien wordt gekoeld met hard water, zal er een afzetting van kalk op de kanaalwand plaatsvinden die de overdracht van warmte naar het koelwater vermindert. Daarom zal dan gebruikgemaakt worden van gedemineraliseerd water in een gesloten koelcircuit.
Hoewel een hoge stroomsnelheid van koelwater de warmteoverdracht vergroot, kan dit tot een sterke toename van erosie leiden.
Bij hoge warmtebelasting kunnen kookverschijnselen aan de koelkanaalwand optreden. Dit geeft aanvankelijk een verdere toename van de warmteoverdracht en werkt dus stabiliserend (wat gunstig is bij bijvoorbeeld oververhitte splijtstofelementen in een kernreactor). Indien in een dergelijke situatie niet voldoende vloeibaar water aangevoerd kan worden, gaat het koelwater nabij de te koelen wand over een groter oppervlak geheel in stoom over en faalt de koeling. De verhitte wand kan dan vervormen en scheuren of smelten.